# آلیس (فیلم ۱۹۸۲)
آلیس (انگلیسی: Alice) فیلمی در ژانر موزیکال است به کارگردانی یاتسک برومسکی و یژی گروزا که در سال ۱۹۸۲ منتشر شد.
از بازیگران آن می‌توان به ژان-پیر کسل، سوزانا یورک، پل نیکلاس، یوآنا بارتل و جک وایلد اشاره کرد.